# Мікелцмінда
Мікелцмінда (груз. მიქელწმინდა) — село в Грузії.
За даними перепису населення 2014 року в селі проживає 32 осіб.